# Giuseppe Poeta
Giuseppe Poeta, (nacido el 12 de septiembre de 1985 en Battipaglia,  Italia) es un exjugador y entrenador de baloncesto italiano. Con 1.90 metros de estatura, jugaba en la posición de base en el Vanoli Cremona. Es desde 2022 entrenador asistente de la selección italiana y desde 2024 entrenador del Pallacanestro Brescia.

## Trayectoria
- Pallacanestro Salerno (2000-2005)
- Veroli Basket (2005-2006)
- Teramo Basket (2006-2010)
- Virtus Pallacanestro Bologna (2010-2013)
- Saski Baskonia (2013-2014)
- Bàsquet Manresa (2014-2015)
- Aquila Basket Trento (2015-2016)
- Auxilium Pallacanestro Torino (2016-2019)
- Pallacanestro Reggiana (2019-2020)
- Vanoli Cremona (2020-2022)